# 1574.
◄ | 15. stoljeće | 16. stoljeće | 17. stoljeće | ►
◄ | 1540-ih | 1550-ih | 1560-ih | 1570-ih | 1580-ih | 1590-ih | 1600-ih | ►
◄◄ | ◄ | 1571. | 1572. | 1573. | 1574. | 1575. | 1576. | 1577. | ► | ►►
Arhitektura • Astronomija • Glazba • Kazalište • Kiparstvo • Knjige • Književnost • Kršćanstvo • Medicina • Politika • Pravo • Promet • Slikarstvo • Znanost

## Događaji
- Pogubljen je Ilija Gregorić vojni vođa seljaka

## Smrti
- 30. svibnja – Karlo IX., francuski kralj (* 1550.)
- 12. prosinca – Selim II., turski sultan (* 1524.)

## Vanjske poveznice
|  | Zajednički poslužitelj ima još gradiva o temi 1574. |